# Cuatechalotla
Cuatechalotla är en ort i Mexiko.   Den ligger i kommunen Zihuateutla och delstaten Puebla, i den sydöstra delen av landet, 160 km nordost om huvudstaden Mexico City. Cuatechalotla ligger 655 meter över havet och antalet invånare är 151.
Terrängen runt Cuatechalotla är huvudsakligen kuperad, men åt nordväst är den bergig. Runt Cuatechalotla är det ganska tätbefolkat, med 86 invånare per kvadratkilometer. Närmaste större samhälle är Xicotepec de Juárez, 10,9 km väster om Cuatechalotla. I omgivningarna runt Cuatechalotla växer i huvudsak städsegrön lövskog.